# Alessandro Ciceri
Alessandro Ciceri, född 10 februari 1932 i Sorico, död 1990 i Monza, var en italiensk sportskytt.
Ciceri blev olympisk bronsmedaljör i trap vid sommarspelen 1956 i Melbourne.